# Uma Mulher sem Filtro
Uma Mulher sem Filtro é um futuro filme de comédia brasileiro dirigido por Arthur Fontes e roteirizado por Tati Bernardi. Produzido pela Conspiração Filmes em coprodução com a Star Original Productions, o longa tem distribuição da H2O Films e estreia nos cinemas brasileiros em agosto de 2025.
Estrelado por Fabiula Nascimento e Camila Queiroz, também conta com  Samuel de Assis, Emílio Dantas, Júlia Rabello, Polly Marinho, Louise D’Tuani
e Luana Martau nos papéis principais. 

## Sinopse
Bia (Fabiula Nascimento) sempre utilizou o humor como uma armadura para suportar as situações absurdas da vida: o chefe machista, o marido inútil, a amiga autocentrada e uma influencer de sucesso (Camila Queiroz) que ameaça seu emprego. No entanto, ao atingir seu limite, Bia decide fazer um tratamento exotérico duvidoso, que acaba removendo completamente sua autocensura. Agora, sem nenhum filtro, ela passa a dizer tudo o que pensa, desencadeando uma série de consequências inesperadas e hilárias em sua vida pessoal e profissional.

## Elenco
| Ator/Atriz         | Personagem |
| ------------------ | ---------- |
| Fabiula Nascimento | Bia        |
| Camila Queiroz     | Mari       |
| Samuel de Assis    |            |
| Emílio Dantas      |            |
| Júlia Rabello      |            |
| Polly Marinho      |            |
| Louise D’Tuani     |            |
| Luana Martau       |            |
| Caito Mainier      |            |
| Patrícia Ramos     |            |